# Kovácsfalva
Kovácsfalva (szlovákul: Kováčová) község Szlovákiában, a Besztercebányai kerületben, a Zólyomi járásban.

## Fekvése
Zólyomtól 4 km-re északnyugatra, a Zólyomi-medencében fekszik.

## Története
A falu a 13. századi német betelepítéssel keletkezett. 1254-ben „Terra hospitum de Koachou” alakban IV. Béla oklevelében említik először. Ez az ősi falu azonban nem a mai helyén, hanem attól mintegy 2 km-re nyugatra feküdt azon a helyen, melyet ma Stará Kováčová néven említenek. Nevét onnan kapta, hogy az itt élő zólyomi váruradalomhoz tartozó szolganépek kovácsmesterséggel foglalkoztak. A település ugyan megmenekült a török támadásoktól, de többször volt a nemesek közti pártharcok, fosztogatások színhelye. Az ősi falu a 16.-17. században pusztult el és lakói ekkor költöztek a mai helyre. Története során sosem tartozott a nagyobb települések közé, egyházilag Hajnik filiája volt. A 18. században az Eszterházy család birtokában állt, szegény falunak számított, melyről Bél Mátyás is ír „Notitia Hungariae novae historico geographica” című művében.
A 18. század végén Vályi András így ír róla: „KOVACSOVA. Tót falu Zólyom Várm. földes Ura G. Eszterházy Uraság, lakosai katolikusok, fekszik Hajniknak szomsédságában, és annak filiája, határjának fele agyagos, a’ malom 5/5 órányira vagyon tőlök, legelője elég, fája is van, komlós kertyei jól termők.”
1828-ban 24 házában 183 lakosa élt, akik főként mezőgazdasággal foglalkoztak.
Fényes Elek 1851-ben kiadott geográfiai szótárában így ír a faluról: „Kovacseva, Zólyom vm. tót falu, Hajnik mellett: 87 kath., 96 ev. lak. Termékeny jó határ. F. u. a kamara.”
A trianoni diktátumig Zólyom vármegye Zólyomi járásához tartozott.

## Népessége
| Év:            | 1994. | 2004.   | 2014.   | 2024.    |
| -------------- | ----- | ------- | ------- | -------- |
| Emberek száma: | 1381  | 1439    | 1488    | 1695     |
| Eltérés:       |       | +4,19 % | +3,40 % | +13,91 % |

| Év:            | 2023. | 2024.   |
| -------------- | ----- | ------- |
| Emberek száma: | 1648  | 1695    |
| Eltérés:       |       | +2,85 % |

1910-ben 385, túlnyomórészt szlovák anyanyelvű lakosa volt.
2001-ben 1467 lakosából 1440 szlovák volt.
2011-ben 1522 lakosából 1357 szlovák volt.

## Nevezetességei
- Népi lakóház gazdasági épülettel a 19. század második feléből.
- A szlovák nemzeti felkelés emlékműve.

## Külső hivatkozások
- Hivatalos oldal
- Községinfó
- Kovácsfalva Szlovákia térképén
- E-obce.sk Archiválva 2008. szeptember 17-i dátummal a Wayback Machine-ben